# Tito Lara
Tito Lara (Agustín Enrique Lara Olivencia; * 23. Dezember 1932 in Río Piedras; † 23. Juni 1987 in Houston) war ein puerto-ricanischer Sänger und Schauspieler.
Lara studierte ab 1947 Trompete, Gitarre und bei Alfredo Medina Gesang am Konservatorium von San Juan. Bereits im Folgejahr gründete er mit Kommilitonen ein Orchester, mit dem er auch als Sänger auftrat. 1949 gründete er mit Miguelito Alcaide und Nito Bonilla, der bald durch Pedro Barríos ersetzt wurde, das Trío Los Líricos das häufig in Rafael Quiñones Vidals Radiosendung Tribuna del Arte auftrat. Der Musiker und Impresario Ardín Delgado holte das Trio zu seinem neu gegründeten Label Discos Mardi  und erweiterte es mit María Esther Ortiz als Frauenstimme zu einem Quartett, das 1952 eine Konzertreise nach New York unternahm. Daneben studierte Lara in dieser Zeit an der geisteswissenschaftlichen Fakultät der University of Puerto Rico und gehörte deren von Augusto Rodríguez Amador geleitetem Chor an.
Ab 1953 begann Lara eine Laufbahn als Solosänger und hatte erste Erfolge u. a. mit dem Bolero Sollozo von Tito Henríquez und der Ballade Orchids in the Moonlight von Vincenz Youmans und Jimmy Rivera. Ab 1955 hatte er im Rahmen des Festival Sultana mit dem Quartett Lod Hispanos zehn Jahre lang Auftritte im Sendeblock Fiesta musical del mediodía beim WKAQ Radio El Mundo. Ebenfalls ab 1955 moderierte er bei Telemundo mit Ida Claudio und dem Pianisten José Raúl Ramírez die Show El Show Coca Cola die bis 1960 lief. Von 1960 bis 1964 war er mit den Los Hispanos und Sonia Noemi González Gastgeber der El show Ford. Mit den Los Hispanos hatte er zudem Auftritte in den USA, der Dominikanischen Republik, Panama, Venezuela und Chile.
Ab 1965 war er auch häufig in Paquito Corderos The show of 12 zu sehen, wo er als Orchestermusiker in dem von Rafael Elvira geleiteten Orchester spielte. Mit María Esther Ortiz bildete er von 1969 bis 1972 das Duo Los Dos. Zur gleichen Zeit vervollkommnete er seine musikalische Ausbildung am Konservatorium von San Juan bei Henry Novak und erhielt 1970 den Bachelor im Fach Musik.
Neben seiner solistischen Tätigkeit gehörte Lara in den 1970er Jahren zwei Gesangsgruppen an. Die eine war Allegro 72 ein Sextett mit Vilma Colón, Luis Antonio Cosme, Beltrán Rojas, Carmen Caldas und Gloria Caldas, das 1973 in der Carnegie Hall auftrat und mit Titeln wie Me voy a morder la lengua, Gente und der Ballade Tú también populär wurde. Das zweite war Rina de Toledos Quinteto Lírico (mit den Gründungsmitgliedern Clarissa Chapuseaux, Odalie Beauchamp, Wildo Fuentes und Tony Abreu, dem sich neben ihm auch Marilyn Pupo anschloss).
Eine durch Diabetes komplizierte Herzerkrankung zwang ihn ab 1978, seine künstlerische Tätigkeit einzuschränken. 1979 wurde er einer Operation am offenen Herzen unterzogen. Nachdem er diese überstanden hatte, bekannte er sich zum christlichen Glauben und schloss sich der Iglesia Evangélica Misericordia an. 1985 beteiligte er sich in verschiedenen Funktionen am Concierto de Navidad im Centro de Bellas Artes in San Juan. 1986 gab er am Brooklyn Center For Performing Arts und am Hostos Center of Culture en Bronx in New York Konzerte mit christlicher Musik. Im gleichen Jahr entstand als Hommage an Miguelito Alcaide mit dem Los Cuatro Ases sein letztes Album. Nach einem gesundheitlichen Rückfall kam er im März 1987 in das West Houston Medical Center in Houston, wo er drei Monate später starb.